# جردی کاندوم
جردی کاندوم (انگلیسی: JJordi Condom؛ زادهٔ ۲۹ ژوئن ۱۹۶۹) بازیکن سابق و مربی فوتبال اهل اسپانیا است.
از باشگاه‌هایی که در آن بازی کرده‌است می‌توان به باشگاه فوتبال بارسلونا اشاره کرد.